# Каменский сельский совет (Апостоловский район)
Каменский сельский совет (укр. Кам'янська сільська рада) — входит в состав
Апостоловского района
Днепропетровской области
Украины.
Административный центр сельского совета находится в 
с. Каменка.

## Населённые пункты совета
- с. Каменка
- пос. Жёлтое
- с. Новоивановка
- с. Славянка
- с. Тарасо-Григорьевка
- с. Червоная Колонна